# Edna Deakin
Edna Deakin   (Califòrnia, 1871 - 1946) va ser una dissenyadora i una de les primeres arquitectes dels Estats Units d'Amèrica. És coneguda per la remodelació de l'edifici "Temple of the Wings" construït a Berkeley (Califòrnia).

## Vida
Va nàixer a l'àrea de San Francisco (Califòrnia); son pare va ser el pintor Edwin Deakin. Va estudiar mecànica a la Universitat de Califòrnia a Berkeley, però va abandonar eixos estudis per estudiar arquitectura amb el seu cosí Clarence Dakin i va assistir a les classes de John Galen Howard.

## Treball arquitectònic
En acabar els seus estudis, Deakin va treballar un temps com a delineant per a arquitectes locals com a C. W. Dickey i George T. Plowman. Es va anunciar com a "dissenyadora" i va col·laborar amb el seu cosí. Poden haver estat implicats en el disseny del Studio Building a Berkeley, construït pel pare de Clarence.
Deakin i Clarence van col·laborar en la restauració d'un edifici inusual de Berkeley conegut com el "Temple of Wings." Va ser dissenyat originalment el 1911 com una casa sense parets per Bernard Maybeck i A. Randolph Monroe. L'edifici va sofrir un incendi important el 1923. Les columnes corínties originals que aguantaven el sostre van sobreviure al foc i van ser usades per Deakin i Clarence en la remodelació. Van concebre un pla per tancar l'estructura, en el qual van construir àrees residencials amb estudis de dansa en les plantes baixes a tots dos costats del pati obert.
També va dissenyar la propietat familiar dels D(i)akin a Telegraph and Woolsey a Berkeley.